# Зіяран
Зіяран (перс. زیاران) — місто на півночі Ірану, у провінції Казвін. Населення — 4 279 осіб (2011). Зіяран розташований на північ від шосе Кередж-Казвін за 10 км від кордону з останом Тегеран.